# 660 Crescentia

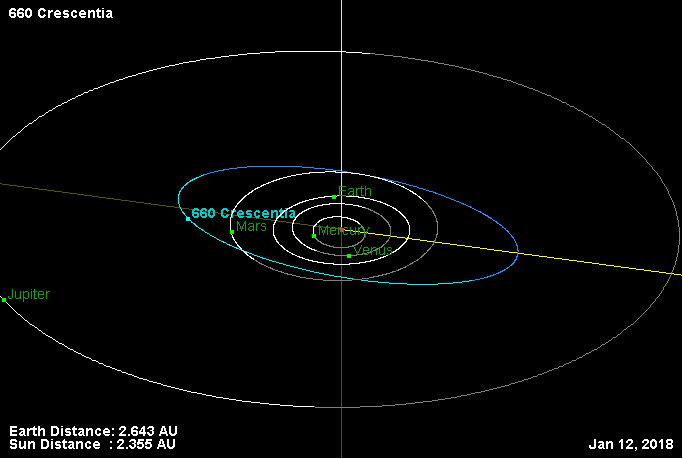

660 Crescentia è un asteroide della fascia principale del diametro medio di circa 42,24 km. Scoperto nel 1908, presenta un'orbita caratterizzata da un semiasse maggiore pari a 2,5332861 UA e da un'eccentricità di 0,1064348, inclinata di 15,21509° rispetto all'eclittica.
Il nome fa riferimento ad un'eroina delle leggende germaniche.